# Сабухі (фільм, 1941)
«Сабухі» (рос. «Сабухи») — фільм вірменського кінорежисера Амо Бек-Назаряна і азербайджанського кінорежисера Рзи Тахмасіба. Інша назва «Ранкова людина».

## Сюжет
Присвячується життю і творчій діяльності великого азербайджанського просвітника, драматурга і філософа XIX століття Мірзи Ахундова, якого прозвали у народі Сабухі, що означає «людина ранку».